# Armoriale del genio dell'Esercito italiano
Questa pagina contiene le armi (stemmi e blasonature) delle unità facenti parte dell'Arma del Genio dell'Esercito Italiano.

## Arma del Genio
| Stemma | Unità e blasonatura |
| --- | --- |
| | Scuola di Applicazione di Artiglieria e Genio (soppressa nel 1943) (1834-1839, Scuola Complementare (Regno di Sardegna) 1839, Scuola di Applicazione per le Armi Dotte (Regno di Sardegna) 1851, Scuola Complementare per gli Ufficiali di Artiglieria e Genio (Regno di Sardegna) 1863-1924, Scuola d'Applicazione delle Armi di Artiglieria e Genio (Regio Esercito) 1928-1943, Scuola di Applicazione di Artiglieria e Genio (Regio Esercito) 1949, Scuola di Applicazione di Artiglieria; Scuola di Applicazione del Genio > poi riunite 1951, Scuole di Applicazione d'Arma > poi riunite 1976-2003, Scuola di Applicazione) Partito innestato merlato d'oro e di rosso, alla banda di azzurro. Motto: "DOCTRINAS BELLO APTARE". |
| | Scuola di Applicazione di Artiglieria (1949, soppressa nel 1976) (1834-1839, Scuola Complementare (Regno di Sardegna) 1839, Scuola di Applicazione per le Armi Dotte (Regno di Sardegna) 1851, Scuola Complementare per gli Ufficiali di Artiglieria e Genio (Regno di Sardegna) 1863-1924, Scuola d'Applicazione delle Armi di Artiglieria e Genio (Regio Esercito) 1928-1943, Scuola di Applicazione di Artiglieria e Genio (Regio Esercito) 1949, Scuola di Applicazione di Artiglieria > poi riunita alla Scuola di Applicazione del Genio 1951, Scuole di Applicazione d'Arma > poi riunite 1976-2003, Scuola di Applicazione) Partito innestato merlato d'oro e di rosso, alla banda d'azzurro. Ornamenti esteriori: - sullo scudo il fregio dell'Arma di Artiglieria, specialità da campagna, sormontato dall'elmo di Pallade - sotto lo scudo, su lista d'argento con le estremità bifide di nero, bordate d'oro, il motto: "DOCTRINAS BELLO APTARE". D.P.R. dell'11 settembre 1960. Nota: stemma non corrispondente alla blasonatura! |
| | Scuola di Applicazione del Genio (soppressa nel 1951) (1851, Scuola Complementare per gli Ufficiali di Artiglieria e Genio (Regno di Sardegna) 1863-1924, Scuola d'Applicazione delle Armi di Artiglieria e Genio (Regio Esercito) 1928-1943, Scuola di Applicazione di Artiglieria e Genio (Regio Esercito) 1949, Scuola di Applicazione di Artiglieria; Scuola di Applicazione del Genio > poi riunite 1951, Scuole di Applicazione d'Arma > 1976-2003, Scuola di Applicazione) Partito merlato d'oro e di rosso, alla banda d'azzurro, caricata in cuore da una torre a tre piani, d'argento, murata e finestrata di tre, di nero. Ornamenti esteriori: - sullo scudo il fregio della Scuola di Applicazione del genio, formato da un trofeo sintetico dei fregi delle varie specialità dell'Arma, sormontato dall'elmo di Pallade di profilo - sotto lo scudo, su lista d'argento con le estremità bifide di nero con la bordura cremisi, il motto: "DOCTRINAS BELLO APTARE". D.P.R. del 18 dicembre 1952. |
| | Scuola del Genio (soppressa nel 2010) (?-1943, Scuola centrale del Genio, Scuola allievi ufficiali di complemento del Genio 1944, Scuola italiana collegamenti radiotelegrafisti, Scuola telegrafisti, 232º Battaglione artieri (Regio Esercito) 1950, Scuola Genio pionieri 1977-2010, Scuola del Genio) Semipartito troncato: nel primo, di rosso alla croce d'argento (di Pavia); nel secondo, campo di cielo alla quercia nodrita sulla pianura erbosa, il tutto al naturale, il tronco accostato dalle lettere O. C. di nero (di Civitavecchia); nel terzo, di rosso porpora alla lupa capitolina, allattante i gemelli, d'oro. Ornamenti esteriori: - lo scudo è sormontato dalla corona turrita degli Enti Militari - lista bifida d'oro, svolazzante, collocata sotto la punta dello scudo, incurvata con la concavità rivolta verso l'alto, riportante il motto, in lettere maiuscole di nero: "PAR INGENIO VIRTUS". |
| | Regia Accademia di Artiglieria e Genio - Motto: "ICERE ET DISIICERE - EXTRUERE ET DIRUERE". |
| | Scuola Allievi Ufficiali del Genio - Motto: "PAR INGENIO VIRTUS" |
| | Scuola Allievi Sottufficiali Alpini e Genio - Motto: "OMNIA FIDES VINCIT" |
| | 1º Reggimento Genio Partito: il primo, di rosso, alla croce d'argento al lambello d'azzurro di tre pendenti (di Piemonte); il secondo, di porpora al monte all'italiana di sei cime, 1, 2, 3, d'argento, sostenenti due mani d'aquila d'oro, poste sui monti di mezzo. Sulla partitura, una verghetta d'azzurro. Ornamenti esteriori: - lo scudo è sormontato dalla corona turrita degli Enti Militari - lista bifida d'oro, svolazzante, collocata sotto la punta dello scudo, incurvata con la concavità rivolta verso l'alto, riportante il motto, in lettere maiuscole di nero: "INGEGNO E ARDIRE" - nastro rappresentativo della ricompensa al Valore: annodato nella parte centrale non visibile della corona turrita, scendente svolazzante in sbarra dal punto predetto, passando dietro la parte superiore dello scudo: 1 M.A.V.E. |
| | 2º Reggimento Genio guastatori alpino Inquartato: nel primo, d'azzurro al tridente bizantino d'Ucraina, d'oro; nel secondo, inquartato di rosso e d'argento (di Gaeta); nel terzo, inquartato: a) e d), di rosso alla croce d'oro accantonata da quattro lettere B all'antica, affrontati, pure d'oro; b) e c), d'argento al capo di rosso, sul tutto, una rotella d'azzurro, raggiante d'oro, al monogramma di Cristo IHS d'argento (di Casale Monferrato); nel quarto, d'azzurro alla croce d'oro, accantonata nei primi due quartieri da due draghi alati, affrontati di rosso (di Belluno). Ornamenti esteriori: - lo scudo è sormontato dalla corona turrita degli Enti Militari - lista bifida d'oro, svolazzante, collocata sotto la punta dello scudo, incurvata con la concavità rivolta verso l'alto, riportante il motto, in lettere maiuscole di nero: "PER OMNIA ASPERRIMA" - nastri rappresentativi delle ricompense al Valore: annodati nella parte centrale non visibile della corona turrita, scendenti svolazzanti in sbarra ed in banda dal punto predetto, passando dietro la parte superiore dello scudo: 1 M.A.V.M, 2 M.B.V.M., 1 M.B.V.E., 1 M.B.V.C.                                                                                           |
| | 3º Reggimento Genio guastatori Inquartato: il primo, d'oro alla croce di rosso (di Lodi); il secondo e il terzo, d'argento pieno; il quarto, di rosso. Il secondo e il quarto, alla granata di nero, fiammeggiante di rosso su di un gladio romano d'argento, posti in palo ed attraversanti la troncatura. Ornamenti esteriori: - lo scudo è sormontato dalla corona turrita degli Enti Militari - lista bifida d'oro, svolazzante, collocata sotto la punta dello scudo, incurvata con la concavità rivolta verso l'alto, riportante il motto, in lettere maiuscole di nero: "ARRESTO E DISTRUGGO" - nastri rappresentativi delle ricompense al Valore: annodati nella parte centrale non visibile della corona turrita, scendenti svolazzanti in sbarra ed in banda dal punto predetto, passando dietro la parte superiore dello scudo: 1 M.A.V.M., 3 M.B.V.M., 1 M.A.V.E., 1 M.B.V.E. |
| | 4º Reggimento Genio guastatori Inquartato in croce di S. Andrea: il primo, d'argento all'aquila di nero, con le ali legate a trifoglio, d'oro, rostrata e armata dello stesso, allumata e linguata di rosso, il petto caricato da tre fìammelle, dello stesso, poste 2, 1 (di Trento); il secondo, d'azzurro alla croce d'oro (di Verona); il terzo, d'azzurro al tridente bizantino d'Ucraina d'oro; il quarto, di rosso al palo di nero caricato dell'elmo di Scanderbeg d'oro, posto in sbarra (per la Campagna d'Albania). Ornamenti esteriori: - lo scudo è sormontato dalla corona turrita degli Enti Militari - lista bifida d'oro, svolazzante, collocata sotto la punta dello scudo, incurvata con la concavità rivolta verso l'alto, riportante il motto, in lettere maiuscole di nero: "AD OGNI COSTO" - onorificenza: accollata alla punta dello scudo con l'insegna pendente al centro del nastro con i colori della stessa, la croce di Cavaliere dell'Ordine militare d'Italia - nastri rappresentativi delle ricompense al Valore: annodati nella parte centrale non visibile della corona turrita, scendenti svolazzanti in sbarra ed in banda dal punto predetto, passando dietro la parte superiore dello scudo: 1 M.A.V.M., 1 M.O.V.E., 2 M.B.V.E. |
| | 5º Reggimento Genio guastatori Di porpora, al castello turrito d'oro, uscente dal fianco sinistro, merlato alla ghibellina, murato e finestrato di nero, posto su di un mare al naturale, munito di ponte levatoio nell'atto di abbassarsi sul fossato ed accompagnato, nel cantone destro del capo, da uno scudetto di rosso, bordato d'oro, alla punta d'alabarda di San Sergio [corsesca], d'argento, posta in palo, la punta all'insù (di Trieste) e, nel cantone sinistro del capo, da uno scudetto di verde, bordato d'oro, alla croce pure d'oro (di Pola). Ornamenti esteriori: - lo scudo è sormontato dalla corona turrita degli Enti Militari - lista bifida d'oro, svolazzante, collocata sotto la punta dello scudo, incurvata con la concavità rivolta verso l'alto, riportante il motto, in lettere maiuscole di nero: "IMPERVIA CEDANT" - nastri rappresentativi delle ricompense al Valore: annodati nella parte centrale non visibile della corona turrita, scendenti svolazzanti in sbarra ed in banda dal punto predetto, passando dietro la parte superiore dello scudo: 2 M.B.V.E., 1 M.B.V.C. |
| | 6º Reggimento Genio pionieri Interzato in palo: il primo, d'azzurro al silfio reciso d'oro, posto in palo (di Cirenaica); il secondo, d'argento alla croce di rosso abbassato al Capo d'Angiò (di Bologna); il terzo, troncato: a) scaccato di rosso e d'argento (di Croazia); b) d'azzurro al montante d'oro sormontato da tre stelle dello stesso ordinate in fascia (per la Slovenia). Sulla troncatura una fascia di rosso. Ornamenti esteriori: - lo scudo è sormontato dalla corona turrita degli Enti Militari - lista bifida d'oro, svolazzante, collocata sotto la punta dello scudo, incurvata con la concavità rivolta verso l'alto, riportante il motto, in lettere maiuscole di nero: "PER ASPRA VIA AD ASPRA META" - nastri rappresentativi delle ricompense al Valore: annodati nella parte centrale non visibile della corona turrita, scendenti svolazzanti in sbarra ed in banda dal punto predetto, passando dietro la parte superiore dello scudo: 1 M.O.V.E., 1 M.B.V.C. |
| | 8º Reggimento Genio guastatori paracadutisti "Folgore" Interzato in pergola d'argento: nel primo, di porpora alla lupa capitolina, allattante i gemelli, d'oro (di Roma); nel secondo, d'azzurro al silfio reciso d'oro, posto in palo (di Cirenaica); nel terzo, di verde a tre sbarre ondate d'argento, la centrale caricata in cuore da una stella d'azzurro. Ornamenti esteriori: - lo scudo è sormontato dalla corona turrita degli Enti Militari - lista bifida d'oro, svolazzante, collocata sotto la punta dello scudo, incurvata con la concavità rivolta verso l'alto, riportante il motto, in lettere maiuscole di nero: "AVANTI È LA VITA" - onorificenza: accollata alla punta dello scudo con l'insegna pendente al centro del nastro con i colori della stessa, la croce di Cavaliere dell'Ordine militare d'Italia - nastri rappresentativi delle ricompense al Valore: annodati nella parte centrale non visibile della corona turrita, scendenti svolazzanti in sbarra ed in banda dal punto predetto, passando dietro la parte superiore dello scudo: 1 M.B.V.M., 1 M.A.V.E., 1 M.B.V.E. |
| | 10º Reggimento Genio guastatori Inquartato: nel primo, di rosso alla croce d'argento (di Pavia); nel secondo, d'azzurro a due cornucopie d'oro, poste in decusse e legate da una corona marchionale dello stesso, ricolme, quella di destra, di spighe di grano e, quella di sinistra, di frutta (di Caserta); nel terzo, d'azzurro a tre dune in fascia, quella centrale sostenente una palma, il tutto d'oro; nel quarto, di rosso ad un palo di nero, caricato in cuore dall'elmo di Scanderbeg d'oro, posto in sbarra (per la Campagna d'Albania). Ornamenti esteriori: - lo scudo è sormontato dalla corona turrita degli Enti Militari - lista bifida d'oro, svolazzante, collocata sotto la punta dello scudo, incurvata con la concavità rivolta verso l'alto, riportante il motto, in lettere maiuscole di nero: "AL MIO VALOR L'ASPRO CIMENTO È SPRONE" - nastro rappresentativo della ricompensa al Valore: annodato nella parte centrale non visibile della corona turrita, scendente svolazzante in sbarra dal punto predetto, passando dietro la parte superiore dello scudo: 1 C.d.G.V.M. |
| | 11º Reggimento Genio guastatori Inquartato in croce di S. Andrea: nel primo, di rosso alla croce d'argento, accantonata in capo da due stelle dello stesso, raggiate di otto (di Treviso), nel secondo, d'azzurro al silfio reciso d'oro, posto in palo (di Cirenaica); nel terzo, d'azzurro attraversato da una testa d'ariete d'oro innestata a una trave spezzata dello stesso; nel quarto, di rosso alla croce d'argento caricata in cuore da una stella di azzurro (per il Piemonte). In cuore, uno scudetto d'argento alla fascia di rosso, caricata da una stella d'oro (di Bolzano-Bozen). Ornamenti esteriori: - lo scudo è sormontato dalla corona turrita degli Enti Militari - lista bifida d'oro, svolazzante, collocata sotto la punta dello scudo, incurvata con la concavità rivolta verso l'alto, riportante il motto, in lettere maiuscole di nero: "PERITUS ET AUDAX" - nastri rappresentativi delle ricompense al Valore: annodati nella parte centrale non visibile della corona turrita, scendenti svolazzanti in sbarra ed in banda dal punto predetto, passando dietro la parte superiore dello scudo: 1 M.B.V.M, 1 M.A.V.E., 1 M.B.V.C. |
| | 21º Reggimento Genio guastatori Partito, semitroncato: nel primo, d'azzurro, ad una torre d'argento, aperta, finestrata e murata di nero, fondata su una campagna di verde e cimata da un colle dello stesso sostenente un drago al naturale tenente con la branca destra una testa di toro pure al naturale (per Trani); nel secondo, di rosso alla croce d'argento (di Savoia); nel terzo, d'azzurro al silfio reciso d'oro, posto in palo (di Cirenaica). Ornamenti esteriori: - lo scudo è sormontato dalla corona turrita degli Enti Militari - lista bifida d'oro, svolazzante, collocata sotto la punta dello scudo, incurvata con la concavità rivolta verso l'alto, riportante il motto, in lettere maiuscole di nero: "TUTTO OSARE" - nastri rappresentativi delle ricompense al Valore: annodati nella parte centrale non visibile della corona turrita, scendenti svolazzanti in sbarra ed in banda dal punto predetto, passando dietro la parte superiore dello scudo: 1 M.A.V.E, 1 M.B.V.E. |
| Il secondo disegno rappresenta una versione adottata, presumibilmente, in via temporanea in attesa di quella definitiva di cui alla blasonatura | 32º Reggimento Genio guastatori alpino Interzato in pergola: il primo, d'azzurro al tridente bizantino d'Ucraina d'oro; il secondo, d'argento pieno; il terzo, di rosso, al silfio reciso d'oro, posto in palo (di Cirenaica). Ornamenti esteriori: - lo scudo è sormontato dalla corona turrita degli Enti Militari - lista bifida d'oro, svolazzante, collocata sotto la punta dello scudo, incurvata con la concavità rivolta verso l'alto, riportante il motto, in lettere maiuscole di nero: "FINO ALLA FINE" - nastri rappresentativi delle ricompense al Valore: annodati nella parte centrale non visibile della corona turrita, scendenti svolazzanti in sbarra ed in banda dal punto predetto, passando dietro la parte superiore dello scudo: 1 M.A.V.M., 1 M.B.V.M. |
| | 51º Battaglione Genio pionieri "Simeto" - Ornamenti esteriori: - lo scudo è sormontato dalla corona turrita degli Enti Militari - lista bifida d'oro, svolazzante, collocata sotto la punta dello scudo, incurvata con la concavità rivolta verso l'alto, riportante il motto, in lettere maiuscole di nero: "L'IMPOSSIBILE SUBITO" - nastro rappresentativo della ricompensa al Valore: annodato nella parte centrale non visibile della corona turrita, scendente svolazzante in sbarra dal punto predetto, passando dietro la parte superiore dello scudo: 1 M.A.V.M. |
| | 104º Battaglione Genio "Torre" - Ornamenti esteriori: - lo scudo è sormontato dalla corona turrita degli Enti Militari - lista bifida d'oro, svolazzante, collocata sotto la punta dello scudo, incurvata con la concavità rivolta verso l'alto, riportante il motto, in lettere maiuscole di nero: "LABOR OMNIA VINCIT" - nastro rappresentativo della ricompensa al Valore: annodato nella parte centrale non visibile della corona turrita, scendente svolazzante in sbarra dal punto predetto, passando dietro la parte superiore dello scudo: 1 M.B.V.E. |
| | 131º Battaglione Genio pionieri - Ornamenti esteriori: - lo scudo è sormontato dalla corona turrita degli Enti Militari - lista bifida d'oro, svolazzante, collocata sotto la punta dello scudo, incurvata con la concavità rivolta verso l'alto, riportante il motto, in lettere maiuscole di nero: "COL SENNO E CON LA MANO" - nastri rappresentativi delle ricompense al Valore: annodati nella parte centrale non visibile della corona turrita, scendenti svolazzanti in sbarra ed in banda dal punto predetto, passando dietro la parte superiore dello scudo: 1 M.B.V.M. |

## Genio pontieri
| Stemma | Unità e blasonatura |
| ------ | --- |
|        | 2º Reggimento Genio pontieri (2º Reggimento Pontieri) Partito: il primo, d'azzurro, al ponte antico romano di barche, galleggiante sul fiume fluttuoso, il tutto al naturale, abbassato al capo di rosso, caricato di un lupo passante d'argento, sormontato da due plinti quadrati dello stesso, in fascia, e da tre api d'oro in capo (di Piacenza); il secondo, di verde, alla ruota alata poggiata su una rotaia posta in sbarra, il tutto al naturale, abbassato al capo di rosso, alla croce d'argento attraversata in capo dal lambello d'azzurro di tre gocce (del Piemonte). Sul tutto, uno scudetto d'argento a cinque burelle poste in banda, quattro d'azzurro e la centrale d'argento bordata d'azzurro (per la Campagna di Grecia); in cuore il tridente bizantino d'Ucraina d'oro. Ornamenti esteriori: - lo scudo è sormontato dalla corona turrita degli Enti Militari - lista bifida d'oro, svolazzante, collocata sotto la punta dello scudo, incurvata con la concavità rivolta verso l'alto, riportante il motto, in lettere maiuscole di nero: "PER OGNI PONTE UNA SUPERBA SFIDA" - nastri rappresentativi delle ricompense al Valore: annodati nella parte centrale non visibile della corona turrita, scendenti svolazzanti in sbarra ed in banda dal punto predetto, passando dietro la parte superiore dello scudo: 2 M.B.V.M., 1 M.A.V.C. |

## Genio ferrovieri
| Stemma | Unità e blasonatura |
| ------ | --- |
|        | Reggimento Genio ferrovieri (Reggimento Ferrovieri) Inquartato: nel primo, d'azzurro al toro furioso d'oro, difeso d'argento (di Torino); nel secondo, di porpora, allo scudetto d'azzurro caricato dal tridente bizantino di Ucraina d'oro; nel terzo, di rosso, alla ghirlanda di spighe di grano, con in cuore una stella raggiata di otto, il tutto d'oro (Provincia di Campobasso); nel quarto, d'azzurro, al leone rampante d'oro che leva un vessillo a tre fasce, di verde, d'argento, con il motto a lettere maiuscole di nero: "LIBERTÀ", e di rosso (Provincia di Bologna). Ornamenti esteriori: - lo scudo è sormontato dalla corona turrita degli Enti Militari - lista bifida d'oro, svolazzante, collocata sotto la punta dello scudo, incurvata con la concavità rivolta verso l'alto, riportante il motto, in lettere maiuscole di nero: "FERVIDIS ROTIS AD METAM" - nastri rappresentativi delle ricompense al Valore: annodati nella parte centrale non visibile della corona turrita, scendenti svolazzanti in sbarra ed in banda dal punto predetto, passando dietro la parte superiore dello scudo: 1 M.B.V.M., 1 C.d.G.V.M., 1 M.A.V.E. |